# Вулиця Князя Романа (Львів)
Ву́лиця Кня́зя Рома́на — одна з центральних вулиць міста Львова у Галицькому районі. Простягається від площі Галицької до перехрестя вулиць Франка, Левицького та Ігоря Білозіра. Прилучаються вулиці Нижанківського, Шухевича та Фредра.

## Назва
- 1505—середина XVIII століття — вулиця Гончарська, назва вулиці, ймовірно, пов'язана з проживанням і діяльністю в цій місцевості гончарів.
- середина XVIII століття—1871 рік — вулиця Галицького передмістя, назва вулиці походить від назви передмістя оточеного мурами Львова.
- 1871—1885 роки — вулиця Галицька (частково). В цей період вулиця вважалася продовженням середміської вулиці Галицької. На той час вони вже близько ста років були фактично об'єднані.
- 1885—грудень 1940 року — вулиця Стефана Баторія, що утворилася під час «глобального» впорядкування Львова на початку «ери» місцевого самоврядування. Саме 1885 року частину вулиці Галицької було виокремлено в окрему вулицю, яку названо на честь польського короля Стефана Баторія.
- грудень 1940—серпень 1941 року — вулиця Свердлова, на честь російського радянського політичного та державного діяча Якова Михайловича Свердлова.
- серпень—листопад 1941 року — вулиця Баторія, повернена передвоєнна назва.
- листопад 1941—липень 1944 року — Вермахтштрасе.
- липень—грудень 1944 року — вулиця Баторія, повернена передвоєнна назва.
- грудень 1944—1992 роки — вулиця Ватутіна, на честь Миколи Федоровича Ватутіна, радянського воєначальника.
- від 1992 року — сучасна назва вулиця Князя Романа, на честь засновника Галицько-Волинського князівства Романа Мстиславовича[8].

Між будинками № 16 та № 18 пролягає невеличкий провулок, що сполучає вулиці Князя Романа та Нижанківського. Нині провулок належить до вулиці Князя Романа, але упродовж 1863—1955 років був окремою вулицею та мав назви:
- 1863—1871 роки — вулиця Альтпостґассе або Старопоштова, назва вулиці, пов'язана з тим, що наприкінці XVIII століття в палаці Бесядецьких, що розташований неподалік, містилася стара поштова управа.
- 1871—листопад 1941 роки — вулиця Святого Шимона, на честь Святого Симона Кананіта, одного з дванадцяти апостолів Ісуса Христа.
- листопад 1941—1943 роки — вулиця Шимонштрассе.
- 1943—липень 1944 роки — вулиця Сімонґассе.
- липень 1944—1946 роки — вулиця Святого Шимона.
- 1946—1955 роки — вулиця Бордуляка, на честь українського письменника Тимотея Бордуляка. 1955 року вулицю Бордуляка приєднано до тодішньої вулиці Ватутіна[8].

## Забудова
В архітектурному ансамблі вулиці Князя Романа переважають класицизм, історизм, віденська сецесія та конструктивізм. Більшість будинків внесено до Реєстру пам'яток архітектури національного та місцевого значення.

### Будівлі
№ 1, 3 — початково на цьому місці розташовувався монастир кармелітів взутих із костелом святого Леонарда. Частину цієї території займав приватний житловий будинок. У середині 1870-х років будинок перебудовано за проєктом Юліана Захаревича і у ньому розташовано Крайовий повітовий суд. Споруда простояла лише 15 років, після чого її разом із залишками монастиря розібрано і у 1891—1895 роках зведено значно монументальнішу будівлю суду в стилі неоренесансу з елементами класицизму — Палац Справедливості або ж Вищий суд Галичини. Проєкт Франциска Сковрона, опорядження фасадів Яна Завейського. Центральний ризаліт увінчує скульптурна група «Правосуддя» (нині ушкоджена), виконана у 1893 році Леонардом Марконі. 1897 року Марконі, за допомогою Антона Попеля, доповнив боковий фасад від площі Галицької двома необароковими статуями «Справедливість» і «Законодавство» (не збережені). Нині це один із корпусів Львівської політехніки. Тут, у так званій «кармелітській тюрмі», у 1877—1878 роках перебував в ув'язненні Іван Франко, про що сповіщає встановлена 1972 року меморіальна таблиця (скульптор Анатолій Галян, архітектор Мирон Вендзилович). Таблицю відлито на Львівській кераміко-скульптурній фабриці. Тут же відбувся суд над Михайлом Павликом і Остапом Терлецьким. Будинок внесений до Реєстру пам'яток архітектури місцевого значення під охоронним № 16/1-м.
№ 2 — триповерховий житловий будинок. З Польщі на першому поверсі будинку містився бакалійний магазин Солецького. Від радянських часів, у 1950-х роках — закусочна, згодом майстерня з ремонту взуття «Підківка», що працює тут донині, а також працює магазин мобільного зв'язку «Life». Будинок внесений до Реєстру пам'яток архітектури місцевого значення під охоронним № 1198-м. 
№ 4 — п'ятиповерховий житловий будинок у стилі модерн із елементами неокласицизму, споруджений у 1913—1912 роках за проєктом Станіслава Бардзького, виконаним у бюро Адольфа Піллера. Нині одне з приміщень займає хостел «Компас», а також майстерня з ремонту взуття та сумок «Каблучок-Обнова» (вхід з вулиці). Будинок внесений до Реєстру пам'яток архітектури місцевого значення під охоронними № 2031-м та № 1580-м.
№ 5 — триповерхова неоренесансна будівля колишньої 3-ї міської гімназії імені Цісаря Франца-Йосифа I (від 1919 року — Державна 3-я міська гімназія імені короля Стефана Баторія). Споруджена 1876 року на розі з нинішньою вулицею Шухевича за проєктом Юліуша Гохберґера. Центральний ризаліт прикрашений шістьма скульптурами видатних діячів польської культури та науки: М. Коперника, А. Снядецького, А. Міцкевича, Т. Чацького, Ю.-М. Оссолінського, Я. Длугоша. Скульптор — Тадеуш Баронч. До побудови цього будинку гімназія містилася на вулиці Валовій, де після переїзду певний час діяла її філія. Упродовж 1911—1914 років тут викладав викладав польську мову та літературу польський письменник, представник жанру жахів у польській літературі першої половини XX століття Стефан Грабінський. Директором гімназії у 1921—1926 роках був польський науковець, педагог Емануель Августинович де Рошко. Нині тут міститься науково-дослідний інститут НУ «Львівська Політехніка» (навчальний корпус № 20). Будинок внесений до Реєстру пам'яток архітектури місцевого значення під охоронним № 17-м.
№ 6 — будинок споруджений у 1912—1914 роках за проєктом Адольфа Піллера і Романа Фельпеля, як прибутковий будинок на замовлення купців Кароля Чуджака і Людвіка Штадтмюллера. У 1920-х роках тут містився «Банк землі польської», а від 1929 року — радіостанція. Будинок поєднує риси юґендстилю (німецького різновиду модерну) та стилізовані романсько-готичні елементи. Скульптури лицарів, що підтримують еркери, та барельєф із левом над потрійним порталом виконані у 1912—1913 роках Станіславом-Ришардом Пліхалем. Нині тут розташовані Львівське державне обласне радіо та Львівський обласний радіотелевізійний передавальний центр, а також працює кав'ярня-музей кіно-фототехніки «Фіксаж». Будинок внесений до Реєстру пам'яток архітектури місцевого значення під охоронним № 1199-м.
№ 9 — п'ятиповерховий житловий будинок, споруджений у 1933—1935 роках за проєктом інженера Міхала Кольбушовського на фундаментах розібраної кам'яниці з останньої третини XIX століття у стилі функціоналізму, як власний будинок Міхала Кольбушовського. Після 2000 року над південним крилом добудовано шостий поверх. Від радянських часів, у 1950-х роках на першому поверсі містилися — майстерня з ремонту вагових приладів, згодом у 1960-2000 роках — фірмовий магазин Львівської овочевої фабрики, нині — продуктова крамниця мережі «Близенько», поряд розташована взуттєва крамниця «Ренесанс». Будинок внесений до Реєстру пам'яток архітектури місцевого значення під охоронним № 18-м. 
№ 12/14 — колишній готель «Австрія», збудований у 1900—1901 роках за проєктом архітектора Августа Богохвальського у стилі необароко з елементами віденської сецесії. Будинок внесений до Реєстру пам'яток архітектури місцевого значення під охоронним № 1200/1-м.
№ 24 — будинок в стилі класицизму, споруджений близько 1829—1830 років ймовірно за проєктом архітектора Фридерика Баумана або Ігнатія Хамбреза. Автор скульптурного декору — Йоан Шімзер. Будинок внесений до Реєстру пам'яток архітектури місцевого значення під охоронним № 1201-м.
№ 26 — початково будинок французької нафтової компанії «Прем'єр». Спорудження завершено 1924 року за проєктом архітектора Юліана Цибульського від 1914 року. Плани і фасад модифіковані Фердинандом Касслером. Будинок, а особливо його останній поверх привертає увагу скульптурним декором невідомого автора. Будинок внесений до Реєстру пам'яток архітектури місцевого значення під охоронним № 1202-м.
№ 30 — на цьому місці була чотирикласова жіноча школа. Її приміщення подароване фундаційним записом родиною Бурлярдів. На початку XX століття будівля була у вкрай незадовільному стані. 1908 року за проєктом Тадея Обмінського збудовано новий сецесійний будинок для притулку Віктора Бурлярда. Розташований на розі з вулицею Нижанківського, має також іншу адресу — вул. Нижанківського 2/4. Нині в будинку міститься Львівський коледж культури і мистецтв.
№ 32 — будинок споруджений 1911 року за проєктом архітектора Людвіка Теуша. Фасад прикрашений рельєфами путті в неокласицистичному стилі. У міжвоєнний період у будинку розташовувалось фотоательє «Oleografia» Міколяша і Межецької. У 1920—1925 роках тут діяло архітектурно-будівельне бюро фірми Альфреда Захаревича і Євгена Червінського. Нині на першому поверсі містяться відділ мистецької літератури Львівської державної обласної універсальної наукової бібліотеки та дитяча бібліотека-філія № 13. Будинок внесений до Реєстру пам'яток архітектури місцевого значення під охоронним № 1203-м.
№ 34 — житловий будинок, споруджений 1912 року за проєктом Станіслава Улейського і Юзефа Пйонтковського. Тут мешкав інженер, винахідник, творець першого у Польщі літака Едмунд Лібанський, архітектор Ян Новорита. На стриху розташовувалась майстерня художника Володимира Блоцького, а згодом — Марії Б'янкі-Моссочи. Будинок внесений до Реєстру пам'яток архітектури місцевого значення під охоронним № 1204-м.
№ 36 — попередником будинку, що нині розташований на цій ділянці, був заїжджий двір Бенедикта Криніцького, збудований близько 1800—1810 років.
№ 38 — колишня кам'яниця Кшижановського. Тут мешкав польський літератор Ян Лям. В будинку міститься Державне підприємство «Львівський науково-виробничий центр стандартизації, метрології та сертифікації», при якому діє Народний музей метрології та вимірювальної техніки. 
У квітні 1938 року, з нагоди столітнього ювілею від дня народження Яна Ляма, на фасаді будинку, встановлена пам'ятна таблиця.

Будинок на розі з вулицею Фредра (вул. Фредра, 2)
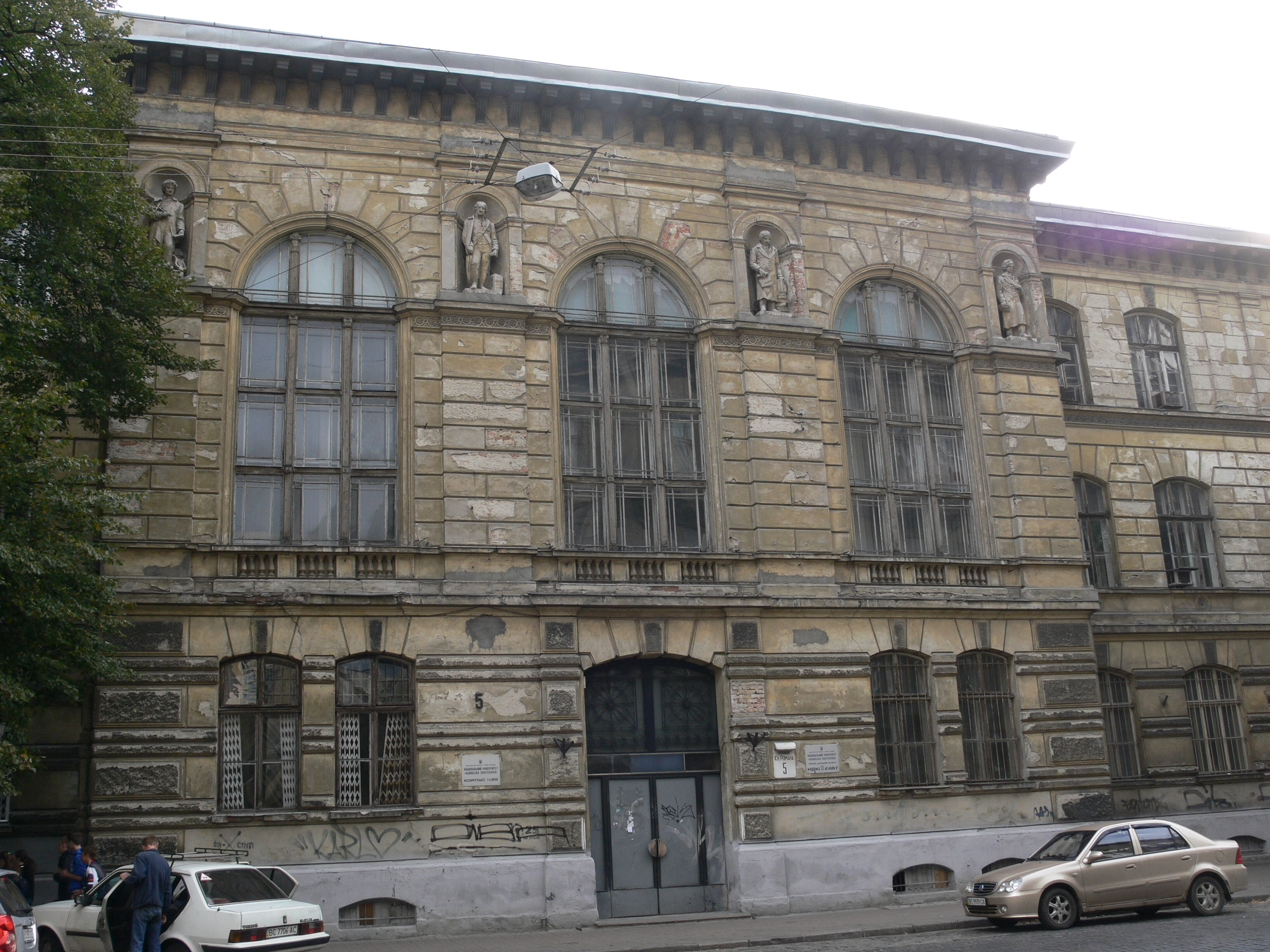
Будівля колишньої гімназії (вул. Кн. Романа, 5)
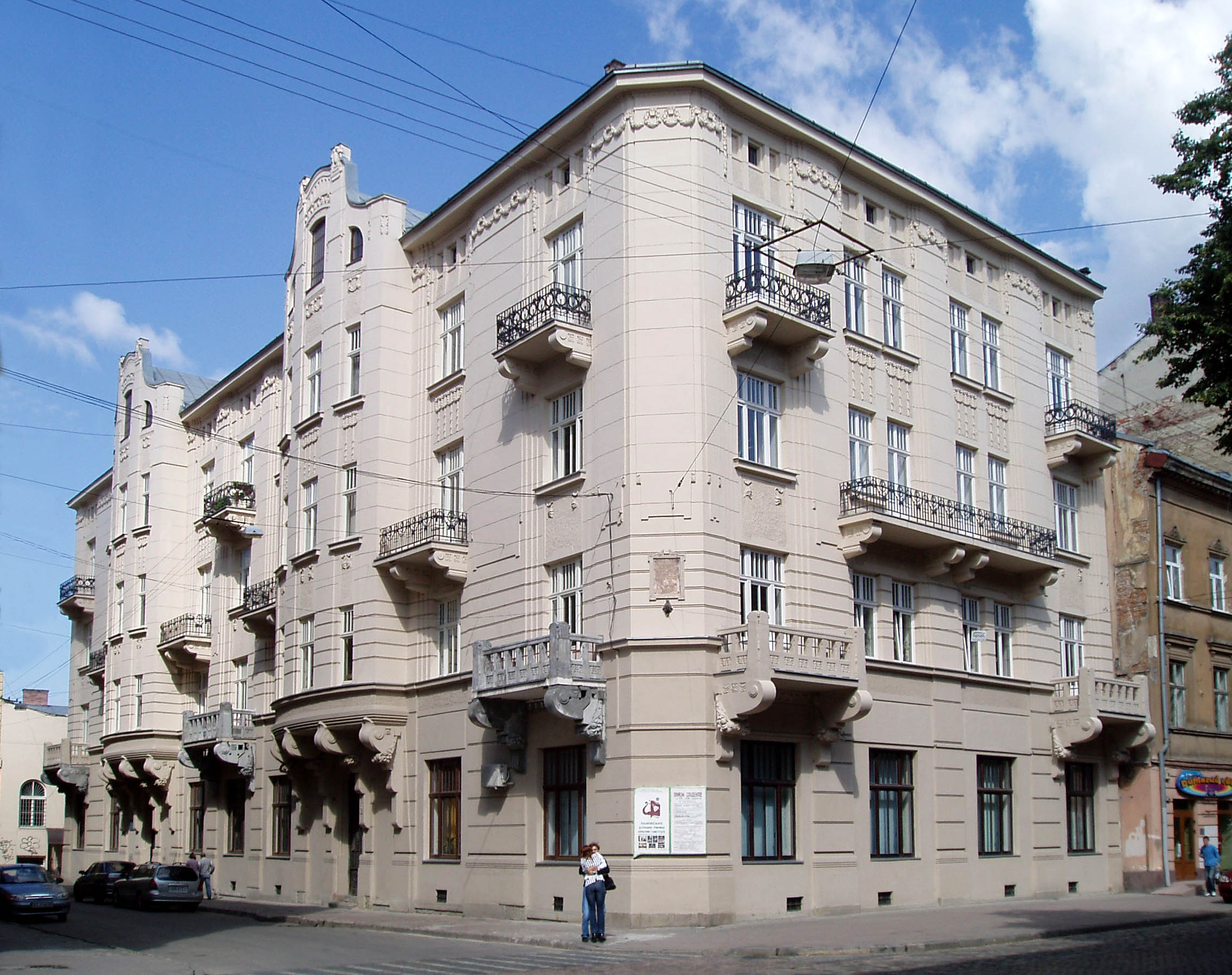
Училище культури і мистецтв (колишній притулок Бурлярда; вул. Кн. Романа, 30)
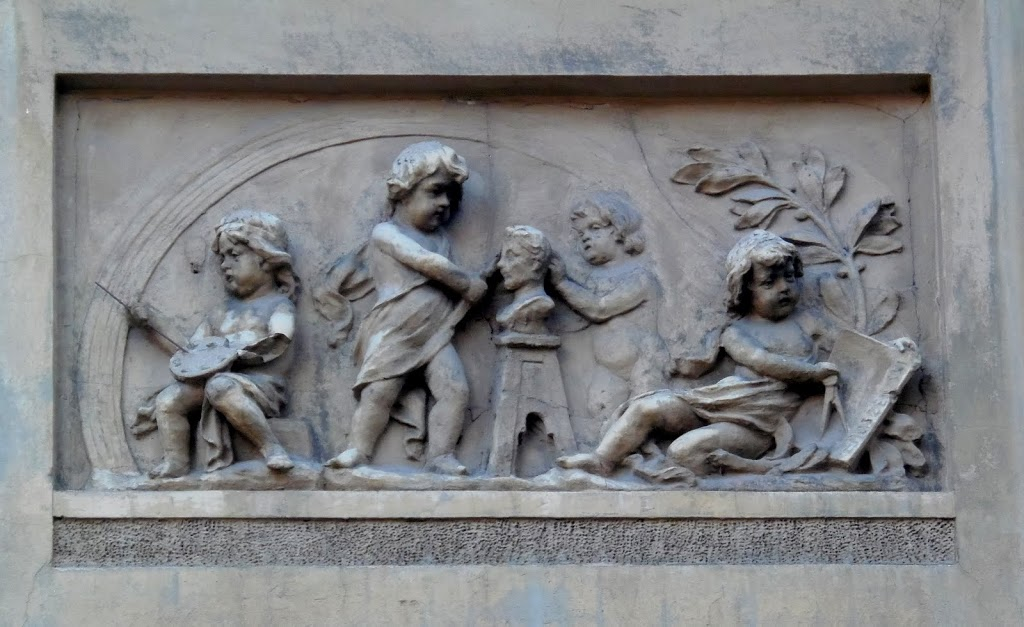
Ліпнина (вул. Кн. Романа, 32)
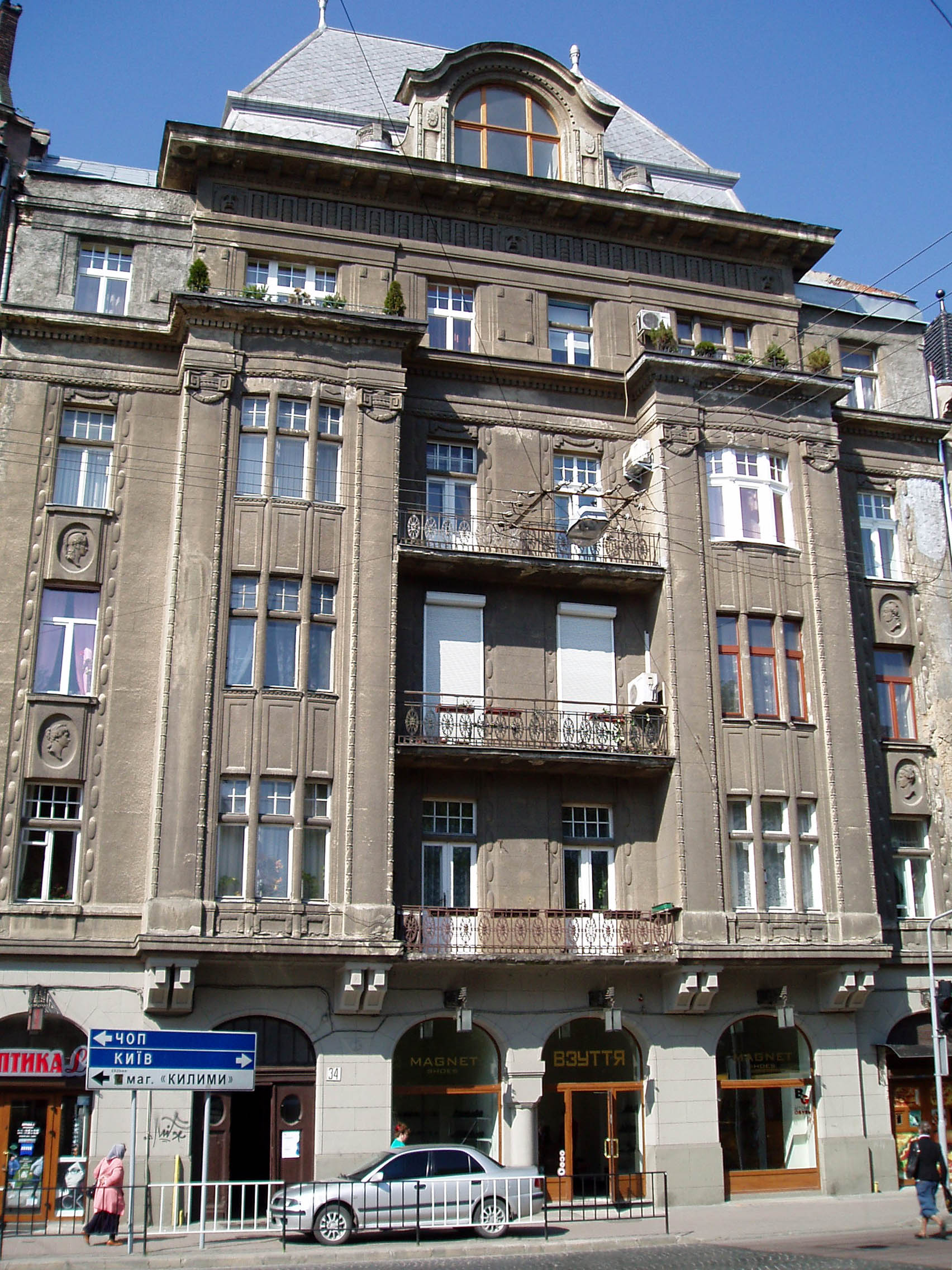
Кам'яниця (вул. Кн. Романа, 34)

## Втрачені будівлі
Богоявленська церква
Перша документальна згадка про церкву походить із 1386 року. Із 1546 року при храмі існувала найстаріша у Львові церковна школа. 1711 року була збудована наново (попередня можливо знищена військовими діями). 1800 року закрито і продано разом із ґрунтами. Під час будівельних робіт у 1875 і 1926 роках віднайдено залишки церковного цвинтаря і козацьких поховань з часів облоги Львова 1648 року. Церква розташовувалася приблизно на місці скверу, що з парного боку вулиці, поблизу перехрестя вулиць Івана Франка та Білозіра. Протягом усього свого існування церква була дерев'яною.
Костел святого Леонарда і монастир кармелітів взутих
Бароковий костел, із монастирем, збудований 1724 року на місці давнішого, що походив з початку XVII століття. Монастир закрито під час Йосифінської касації 1784 року. Перетворений спочатку на фабрику, а згодом на в'язницю. У 1877—1878 роках у так званій «кармелітській тюрмі» перебував арештований Іван Франко. Комплекс будівель до 1889 року розібраний для будівництва споруди Вищого крайового суду (будинок № 1/3). Перед розбиранням виконано обміри, які дозволяють нині скласти певне уявлення про втрачену споруду.
Палац Павловського
Збудований на початку 1770-х років ймовірно у стилі раннього класицизму за проєктом Йозефа Зайделя для підчашого брацлавського Йосипа Самуїла Павловського. Спорудження велось будівничими Франциском Кульчицьким та Антоном Косинським. Палац розташовувався навпроти монастиря кармелітів.